# Nicklas Lidström
Nicklas Erik Lidström (ur. 28 kwietnia 1970 w Västerås) – szwedzki hokeista, reprezentant Szwecji, czterokrotny olimpijczyk.

## Kariera klubowa
- Västerås IK (1987-1991)
- Detroit Red Wings (1991-1994)
- Västerås IK (1994)
- Detroit Red Wings (1994-2012)

Wychowanek klubu Skogsbo SK. Jako zawodnik Västerås IK w 1989 został wybrany w trzeciej rundzie draftu przez Detroit Red Wings. Wieloletni zawodnik tej drużyny w lidze NHL. W latach 2006–2012 był kapitanem zespołu. Karierę zawodniczą zakończył w maju 2012 po dwudziestu sezonach rozegranych w barwach drużyny Czerwonych Skrzydeł.
W trakcie kariery kreślany pseudonimami Mr. Perfect (Pan Perfekcyjny), The Perfect Human (Perfekcyjny Człowiek).

## Kariera reprezentacyjna
Uczestniczył w turniejach Canada Cup 1991, mistrzostw świata w 1991, 1994, 2004, Pucharu Świata 1996, 2004 oraz na zimowych igrzyskach olimpijskich 1998, 2002, 2006 i 2010 (jako kapitan).

## Sukcesy i wyróżnienia

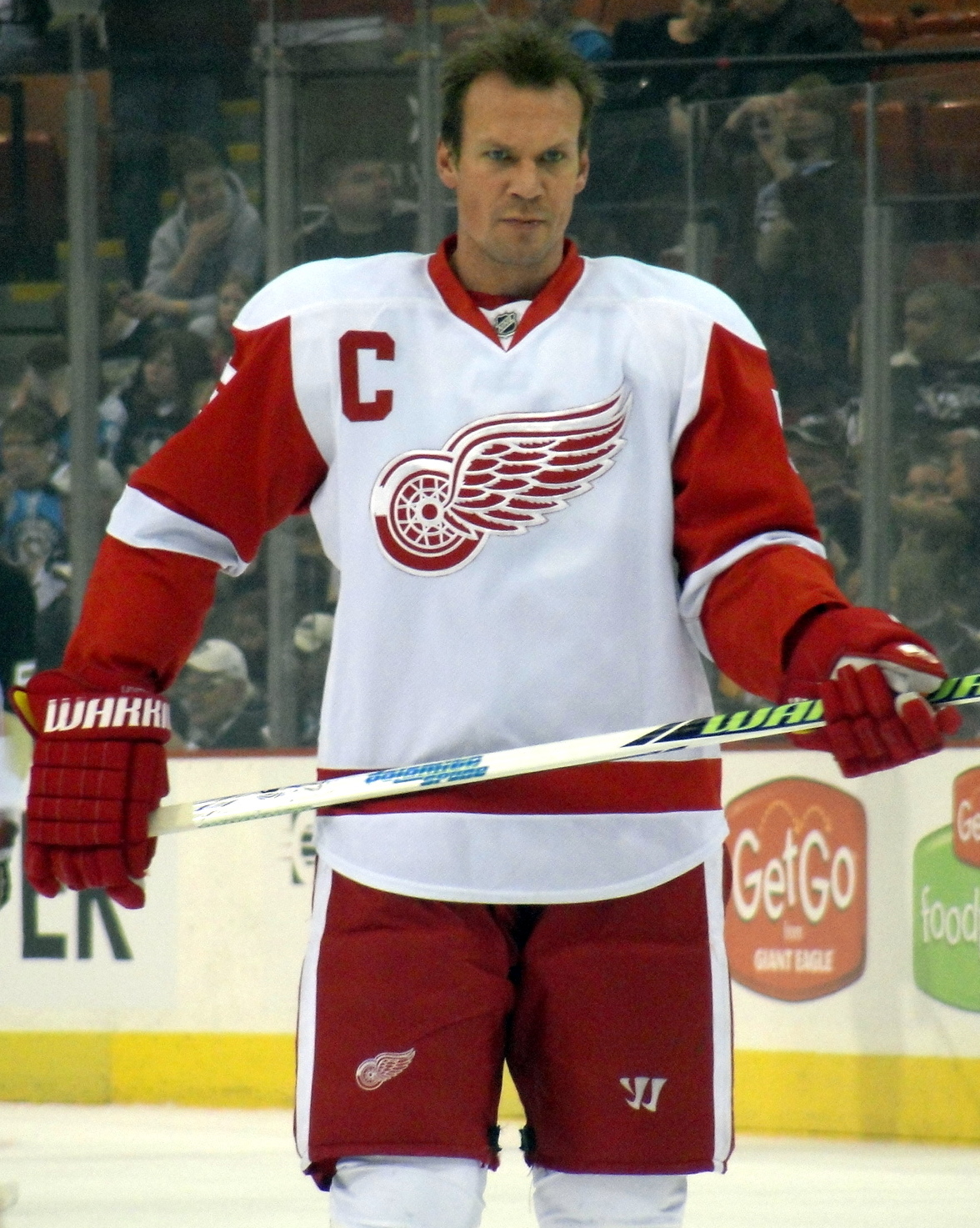
Nicklas Lidström w barwach Detroit Red Wings jako kapitan drużyny (2010)

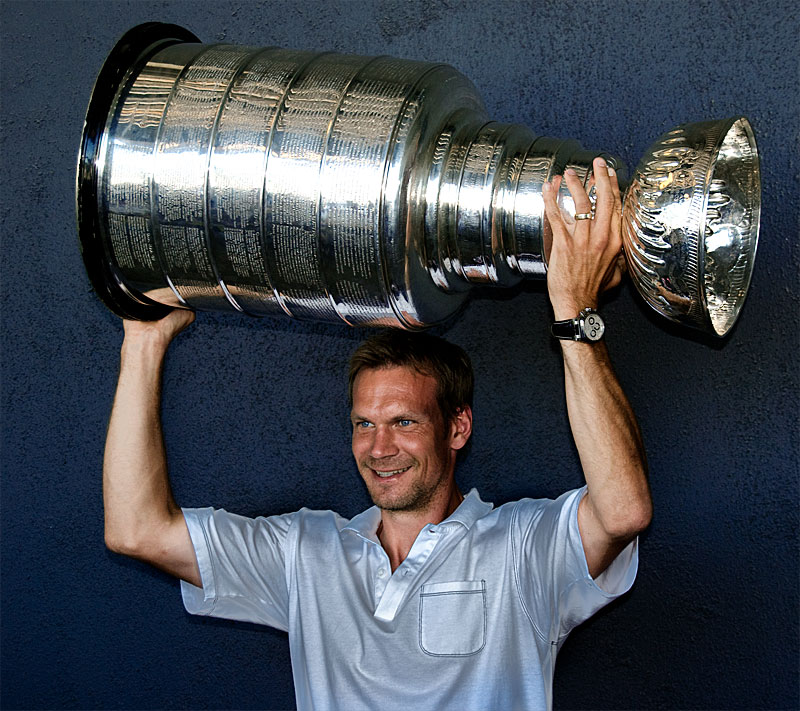
Nicklas Lidström z Pucharem Stanleya w rodzinnym Västerås (2008)

Reprezentacyjne
- Złoty medal mistrzostw świata: 1991
- Brązowy medal mistrzostw świata: 1994
- Srebrny medal mistrzostw świata: 2004
- Złoty medal igrzysk olimpijskich: 2006

Klubowe
- Puchar Stanleya: 1997, 1998, 2002, 2008 z Detroit Red Wings
- Presidents’ Trophy: 1995, 1996, 2002, 2004, 2006 z Detroit Red Wings
- Clarence S. Campbell Bowl: 1995, 1997, 1998, 2002 z Detroit Red Wings

Indywidualne
- NHL (1991/1992):
  - NHL All-Rookie Team
- NHL (1995/1996):
  - NHL All-Star Game
- NHL (1997/1998):
  - NHL All-Star Game
  - Pierwszy skład gwiazd
  - Pierwsze miejsce w klasyfikacji kanadyjskiej w sezonie zasadniczym wśród obrońców: 59 punktów
  - Pierwsze miejsce w klasyfikacji asystentów w fazie play-off: 13 asyst
  - Pierwsze miejsce w klasyfikacji kanadyjskiej w fazie play-off wśród obrońców: 19 punktów
- NHL (1998/1999):
  - NHL All-Star Game
  - Pierwszy skład gwiazd
- NHL (1999/2000):
  - NHL All-Star Game
  - Pierwszy skład gwiazd
  - Pierwsze miejsce w klasyfikacji strzelców w sezonie zasadniczym wśród obrońców: 20 goli
  - Pierwsze miejsce w klasyfikacji kanadyjskiej w sezonie zasadniczym wśród obrońców: 73 punkty
  - Viking Award – najlepszy szwedzki zawodnik w sezonie NHL
- NHL (2000/2001):
  - NHL All-Star Game
  - Pierwszy skład gwiazd
  - James Norris Memorial Trophy – najlepszy obrońca
- NHL (2001/2002):
  - NHL All-Star Game
  - Pierwszy skład gwiazd
  - James Norris Memorial Trophy – najlepszy obrońca
  - Pierwsze miejsce w klasyfikacji asystentów w sezonie zasadniczym wśród obrońców
  - Pierwsze miejsce w klasyfikacji kanadyjskiej w sezonie zasadniczym wśród obrońców: 59 punktów
  - Pierwsze miejsce w klasyfikacji kanadyjskiej w fazie play-off wśród obrońców: 16 punktów
  - Conn Smythe Trophy – Najbardziej Wartościowy Zawodnik (MVP) w fazie play-off
- NHL (2002/2003):
  - NHL All-Star Game
  - Pierwszy skład gwiazd
  - James Norris Memorial Trophy – najlepszy obrońca
  - Pierwsze miejsce w klasyfikacji strzelców w sezonie zasadniczym wśród obrońców: 18 goli
  - Pierwsze miejsce w klasyfikacji średniego czasu przebywania na lodzie w meczu: 29 minut 20 sekund
- NHL (2003/2004):
  - NHL All-Star Game
  - Pierwsze miejsce w klasyfikacji średniego czasu przebywania na lodzie w meczu: 27 minut 39 sekund
- NHL (2005/2006):
  - Pierwszy skład gwiazd
  - Pierwsze miejsce w klasyfikacji asystentów w sezonie zasadniczym wśród obrońców
  - Pierwsze miejsce w klasyfikacji kanadyjskiej w sezonie zasadniczym wśród obrońców: 80 punktów
  - James Norris Memorial Trophy – najlepszy obrońca
  - Viking Award – najlepszy szwedzki zawodnik w sezonie NHL
- Hokej na lodzie na Zimowych Igrzyskach Olimpijskich 2006:
  - Pierwsze miejsce w klasyfikacji strzelców turnieju wśród obrońców: 6 goli
  - Zwycięski gol w meczu finałowym
  - Skład gwiazd turnieju
- NHL (2006/2007):
  - NHL All-Star Game
  - Pierwszy skład gwiazd
  - James Norris Memorial Trophy – najlepszy obrońca
  - Pierwsze miejsce w klasyfikacji kanadyjskiej w fazie play-off wśród obrońców: 18 punktów
- NHL (2007/2008):
  - NHL All-Star Game
  - Pierwszy skład gwiazd
  - James Norris Memorial Trophy – najlepszy obrońca
  - Pierwsze miejsce w klasyfikacji kanadyjskiej w sezonie zasadniczym wśród obrońców: 70 punktów
- NHL (2008/2009):
  - NHL All-Star Game (wybrany, nie wystąpił)
  - Drugi skład gwiazd
  - Pierwsze miejsce w klasyfikacji kanadyjskiej w fazie play-off wśród obrońców: 16 punktów
- NHL (2009/2010):
  - Drugi skład gwiazd
- NHL (2010/2011):
  - NHL All-Star Game
  - Pierwszy skład gwiazd
  - James Norris Memorial Trophy – najlepszy obrońca

Wyróżnienia
- Triple Gold Club: 2006
- Galeria Sławy IIHF: 2014[4]
- Hockey Hall of Fame: 2015[5]